# Фреди срещу Джейсън
„Фреди срещу Джейсън“ (на английски: Freddy vs. Jason) е американски слашър филм от 2003 г.
Филмът е режисиран от Рони Ю. Сюжетната линия се развива около Джейсън Ворхис (герой от поредицата филми Петък 13-и) и Фреди Крюгер (герой от филмовата поредица Кошмари на Елм Стрийт), които се изправят един срещу друг.
Надслов: Победителят избива всички... (Winner kills all...)

## Актьорски състав
- Робърт Енглънд – Фреди Крюгер
- Кен Кирцингър – Джейсън Ворхис
- Моника Кийна – Лори Кемпбъл
- Кели Роуланд – Кия Уотърсън
- Джейсън Ритър – Уил Ролинс
- Крис Маркет – Чарли Линдерман
- Лохлин Мънро – Скот Стъбс
- Кетърин Изабел – Гиб Смит
- Брендън Флетчър – Марк Дейвис
- Зак Уорд – Боби Дейвис
- Кайл Лабин – Бил Фрийбърг
- Том Бътлър – д-р Кемпбъл
- Гари Чалк – шериф Уилямс